# Вердье, Антуан дю
Антуан дю Вердье (фр. Antoine du Verdier; 1544, Монбризон (Луара) — 25 сентября 1600, Дюэрн, Рона — Альпы) — французский писатель, гуманист, библиограф, политик.

## Биография
Будучи в Париже, входил в круг представителей молодого французского литературного поколения, членов объединения «Плеяда», в числе которых были Пьер де Ронсар, Жан Антуан де Баиф, Жан Дора, Реми Белло и Одет де Турнеб.
Свои литературные занятия сочетал с карьерой военного, чиновника и придворного. Его излюбленный девиз гласил: Et Marti et Minervae, что означает «[Служить] и Марсу и Минерве». Служил советником короля, был придворным королевского двора, позже — генерал-инспектором Лиона. Как учёный, собрал прекрасную библиотеку книг и рукописей. Один из видных библиографов своего времени. 
Известностью пользовались его энциклопедические труды, в первую очередь составленные совместно с Лакруа дю Меном «Французские библиотеки» (1585) — биобиблиографический справочник, содержавший краткие сведения о французских писателях и их сочинениях. Автор известного труда «Просопография или описание знаменитых личностей от сотворения мира с их портретами» (1573), где впервые был употреблён термин «просопография».
А. дю Вердье — известный французский литератор и эрудит эпохи Возрождения. Как и многие его современники, он верил, что современный мир переживает «последние времена» и полон симптомов своей скорой гибели. Но, находясь под сильным впечатлением от культурных, научных и технических достижений своей эпохи, А. дю Вердье отказался от традиционного эсхатологического видения мира, основанного на идее «старения» и деградации человеческой природы. Традиционное пессимистическое видение истории у него всё труднее было согласовать с историческими реалиями нарождающегося Нового времени.

## Избранные сочинения
- Antithèses de la paix et de la guerre, 1568;
- Les omonimes, satire des mœurs corrompues de ce siècle, 1572;
- La Prosopographie, description des personnages-insignes, avec portraits, Lyon, 1573;
- Les diverses leçons d’Antoine du Verdier, sieur de Vauprivaz, suivant celles de Pierre Messie, 1580;
- Imagines deorum, qui ab antiquis colebantur, imagines, una cum earum declaratione, olim a Vicentio Chartario rhegiensi ex variis autoribus in unum collectae, 1581;
- La biographie et prosopographie des Rois de France , 1583;
- Discours sur la reduction de la ville de Lyon à l’obeïssance du Roy, 1594;
- Les barricades de 1594